# 胡煜
胡煜（1469年—？），字廷和，直隸徽州府歙縣人，民籍，明朝政治人物。

## 生平
成化二十二年（1486年）丙午科應天府鄉試第四十四名舉人。弘治十五年（1502年）中式壬戌科會試第三十名，二甲第一名進士。選翰林院庶吉士，養病痊愈，授吏科給事中。

## 家族
曾祖胡伯亮；祖父胡敏中；父胡世昂，母張氏。具庆下。